# Melitaea wagneri
Melitaea wagneri är en fjärilsart som beskrevs av Wnukowsky 1929. Melitaea wagneri ingår i släktet Melitaea och familjen praktfjärilar. Inga underarter finns listade i Catalogue of Life.